# Европско првенство у атлетици у дворани 1972 — штафета 4 x 1 круг за жене
Такмичење штафета 4 х 1 круг у женској конкуренцији на трећем Европском првенству у атлетици у дворани 1972. 11. марта 1972. године у Палати спортова у Греноблу, Француска.
Пошто је кружна стаза у Греноблу износила 180 метара, није се могло одржати такмичење штафета 4 х 200 метара јер је један круг уместо 200 метара износила 180 тако да је било немогуће измене извршити на местима које та трка по правилима ИААФ предвиђа, па је назив ове дисциплине био штафета 4 х 1 круг. Победницама се рачунају медаље, а постигнути резултати не јер су постигнути у дисциплини која званично не постоји. 
Учествовало је 12 такмичарки у 3 штафете из исто толико земаља.

### Коначан пласман
| Пласман | Атлетичарке                                                           | Земља           | Резултат | Белешка |
| ------- | --------------------------------------------------------------------- | --------------- | -------- | ------- |
|         | Елфгард Шитенхелм, Кристина Такенберг, Анегрет Кронингер, Рита Вилден | Западна Немачка | 1:24,1   |         |
|         | Мишел Бење, Кристијан Марле, Клодин Мер, Никол Пани                   | Француска       | 1:27,6   |         |
|         | Христа Кеплингер, Марија Сикора, Кармен Мер, Моника Холцшустер        | Аустрија        | 1:29,5   |         |